# Номура Тадахіро
Номура Тадахіро  (яп. 野村 忠宏, 10 грудня 1974) — японський дзюдоїст, олімпійський чемпіон.

## Виступи на Олімпіадах
| Олімпіада    | Дисципліна         | Місце |
| ------------ | ------------------ | ----- |
| Атланта 1996 | надлегка категорія | 1     |
| Сідней 2000  | надлегка категорія | 1     |
| Афіни 2004   | надлегка категорія | 1     |